# Индустријска зона Монтело (Бергамо)
Индустријска зона Монтело је насеље у Италији у округу Бергамо, региону Ломбардија.
Према процени из 2011. у насељу је живело 3 становника. Насеље се налази на надморској висини од 229 м.